# Ultima Thule (band)
 For alternative betydninger, se Ultima Thule. (Se også artikler, som begynder med Ultima Thule)
Ultima Thule (latin for den yderste / nordligste Thule) er en svensk vikingrockgruppe, der blev dannet i Södermanland i 1984 med et studie og hjemby i Nyköping.

## Historie
Bandet Ultima Thule har sin oprindelse i punkbandet Ugly Spots fra Oxelösund. Navnet Ugly Spots blev taget efter et punkband bestående af Tommy Tallstig, Kaj Eklund og Stefan Wikblad, som havde lukket deres gruppe. Omkring 1982 begyndte Ugly Spots at skrive sange, der var en blanding af folkemusik, traditionel musik og klassisk punk. Gruppen skabte en musikstil, som de kaldte "Vikingarock". De splittede i 1986, et par år efter deres første single.
Det tog fire år, før de oprindelige medlemmer blev genforenet under en optagelse i begyndelsen af 1990'erne. De havde mødt for at diskutere en LP med gruppens tidligere sange, og som skulle udgives af pladeselskabet Rock-O-Rama i Tyskland. Efter et stykke tid blev det besluttet at genforene. Sanger Bruno Hansen forlod gruppen i 1985 og blev erstattet af Janne Thörnblom. Ultima Thule havde sin storhedstid i begyndelsen af 1990'erne. De fik en kontrakt med Bert Karlssons pladeselskab Mariann Grammofon, men pladeselskabet valgte at opsige kontrakten på grund af synspunkter på gruppens image, og gruppen forsvandt mere eller mindre ind i undergroundkultur.
Den 15. april 2012 meddelte gruppen via sin hjemmeside, at den var stoppet med at optage nye plader, men gruppen har dog lavet flere plader siden da. Albummet Det 30-Åriga Kriget var beregnet til at blive frigivet som en afslutning på gruppens karriere. Gruppen har ikke desto mindre været aktiv siden de meddelte, at de ville stoppe deres aktiviteter.

## Diskografi
- 1985 – Sverige, Sverige fosterland - EP
- 1990 – Hurra för Nordens länder - EP
- 1991 – Svea hjältar - EP
- 1991 – Havets vargar - EP
- 1992 – Sverige, Sverige fosterland - EP
- 1992 – Schottis på Valhall - EP
- 1992 – Mitt land - EP
- 1992 – Svea hjältar - CD
- 1992 – För fäderneslandet - CD
- 1992 – The early years 1984-1987 - CD
- 1993 – Vikingablod - CD
- 1993 – Vikingabalk - CD
- 1994 – Öppna landskap - CD
- 1994 – Nu grönskar det - CD
- 1994 – För fäderneslandet - EP
- 1994 – The early years 1984-1987 - MC
- 1994 – Vikingabalk - MC
- 1994 – Tack för hjälpen! - CD
- 1995 – Once upon a time… - CD
- 1995 – Blonda, svenska vikingar - CD
- 1995 – Lejonet från Norden - CD
- 1996 – Skinhead - CD
- 1996 – Karoliner - CD
- 1997 – Nu grönskar det igen… - CD
- 1997 – Live in Dresden - CD
- 1997 – The early years 1984-1987 - EP
- 1997 – Nu grönskar det - EP
- 1997 – Lejonet från Norden - EP
- 1997 – Karoliner - EP
- 1999 – Sörjd och saknad - CD
- 1999 – Sverige - CD
- 2000 – Once upon a time… - CD
- 2000 – Folkets röst - CD
- 2000 – Herrlich Hermannsland - CD
- 2001 – Sverige - EP
- 2001 – Resa utan slut - CD
- 2001 – Ragnarök - CD
- 2001 – Once upon a time… - EP
- 2001 – The early years - EP
- 2002 – Live in Dresden - CD
- 2002 – Blonda, svenska vikingar - EP
- 2002 – Carlie - EP
- 2002 – Öppna landskap - EP
- 2002 – Resa utan slut - EP
- 2003 – Sverige - Picture-EP
- 2003 – Lejonet från Norden - Picture-EP
- 2003 – För fäderneslandet - Picture-EP
- 2004 – Lokes träta - EP
- 2004 – Vikingablod - EP
- 2004 – Rötter - CD
- 2005 – Skaldermjöde - EP
- 2005 – Yggdrasil - CD
- 2007 – Folkets röst vol. 2 - CD
- 2007 – 25 year anniversary - CD
- 2009 – Korpkvädet - CD
- 2012 - Live at Kuggnäs 2012 - CD
- 2015 - Trägen vinner - CD/LP